# Castel Wehrburg
Castel Wehrburg (nel periodo fascista italianizzato in Castel Sant'Erasmo; ted.: Wehrburg o anche Werberg) è un castello duecentesco che si trova a Prissiano (Prissian), una frazione del comune di Tesimo in provincia autonoma di Bolzano.
Costruito nella prima metà del XIII secolo (prima citazione nel 1229) dai Wehrburg, nel 1300 il castello passò, per matrimonio, ai Murentheiner, nobile famiglia della vicina Andriano. Nel 1353 ritornò ai Wehrburg, i quali con Reinbrecht von Wehrburg e la sua consorte Katharina von Greifenstein sono attestati ancora nel 1355, ma poco più di 50 anni dopo, nel 1411 fu nuovamente e definitivamente conquistato dai Murentheiner. Questi la mantennero fino al 1798, quando la famiglia si estinse.
Da allora e per circa un secolo rimase in uno stato di sostanziale abbandono, finché fu acquistato e ristrutturato da Albert von Eperjessey, ambasciatore austrungarico in Iran. Passò poi ai Rudston Brown.
Nel 1957 il castello è stato acquistato da un albergatore e trasformato in hotel.
Il nome italiano, imposto durante il fascismo, è dovuto alla cappella dedicata a Sant'Erasmo, eretta nel XV secolo e rinnovata due secoli più tardi.